# Vouécourt
Vouécourt is een gemeente in het Franse departement Haute-Marne (regio Grand Est) en telt 205 inwoners (1999). De plaats maakt deel uit van het arrondissement Chaumont.

## Geografie
De oppervlakte van Vouécourt bedraagt 13,1 km², de bevolkingsdichtheid is 15,6 inwoners per km².
De onderstaande kaart toont de ligging van Vouécourt met de belangrijkste infrastructuur en aangrenzende gemeenten.

## Demografie
Onderstaande figuur toont het verloop van het inwonertal (bron: INSEE-tellingen).